# Satz von Mazur (elliptische Kurven)
In der Mathematik beschreibt der Satz von Mazur die möglichen Torsionsuntergruppen elliptischer Kurven über den rationalen Zahlen, er geht auf Barry Mazur zurück.

## Aussage
Sei {\displaystyle E} eine elliptische Kurve und {\displaystyle E(\mathbb {Q} )} die Gruppe ihrer rationalen Punkte (für das für Punkte auf elliptischen Kurven definierte Additionsgesetz siehe den Artikel Elliptische Kurve). Dann ist ihre Torsionsuntergruppe (das heißt die Gruppe der Elemente endlicher Ordnung) eine der folgenden Gruppen:
- {\displaystyle \mathbb {Z} /N\mathbb {Z} } mit {\displaystyle 1\leq N\leq 10} oder {\displaystyle N=12}
- {\displaystyle \mathbb {Z} /2\mathbb {Z} \oplus \mathbb {Z} /2N\mathbb {Z} } mit {\displaystyle 1\leq N\leq 4}.

## Anmerkung
Nach dem Satz von Mordell ist {\displaystyle E(\mathbb {Q} )} endlich erzeugt. Aus dem Hauptsatz über endlich erzeugte abelsche Gruppen folgt dann, dass sie von der Form 
{\displaystyle E(\mathbb {Q} )=\mathbb {Z} ^{r}\oplus T}
für eine der oben angegebenen Torsionsgruppen {\displaystyle T} ist. {\displaystyle r} heißt Rang der elliptischen Kurve. Das spiegelt die sich aus der Vermutung von Mordell (Satz von Faltings) ergebende Tatsache, dass elliptische Kurven (topologisches Geschlecht g=1) über den rationalen Zahlen unendlich viele Lösungen haben können (der Fall eines {\displaystyle r>0}) oder endlich viele (wenn die rationalen Punkte alle in den endlichen Torsionsgruppen sind). Die Punkte in {\displaystyle \mathbb {Z} ^{r}} haben unendlich hohe Ordnung.
Aus dem Satz von Mazur und dem Satz von Lutz und Nagell (siehe Elliptische Kurve) ergibt sich ein Algorithmus zur Bestimmung der Torsionsgruppen, wobei ausgenutzt wird, dass nach dem Satz von Mazur die Punkte endlicher Ordnung (mit {\displaystyle nP={\mathcal {O}}}, {\displaystyle {\mathcal {O}}} ist das neutrale Element des Additionsgesetzes und entspricht dem Punkt im Unendlichen) nur die Ordnung {\displaystyle n=1,2,\ldots ,10} und {\displaystyle 12} haben können.
Der ursprüngliche Beweis des Satzes von Mazur von 1977 gilt als außerordentlich schwierig und verwendete viele Techniken der modernen algebraischen Geometrie und Zahlentheorie (Theorie der Gruppen-Schemata, Néron-Modelle, Theorie der Kreisteilungskörper u. a.). Mazur gab 1978 einen kürzeren Beweis, der aber auch fortgeschrittene Methoden verwendete. Der Satz gilt als einer der Höhepunkte der arithmetischen algebraischen Geometrie.
Alle 15 im Satz aufgezählten Untergruppen kommen bei unendlich vielen elliptischen Kurven vor.